# Corynaea crassa
Corynaea crassa là một loài thực vật có hoa trong họ Balanophoraceae. Loài này được Hook.f. mô tả khoa học đầu tiên năm 1856.